# رولاند كروفورد
رولاند كروفورد (بالإنجليزية: Rowland Crawford)‏ هو مهندس معماري أمريكي، ولد في 1902، وتوفي في 1973.